# Djuric Winklaar
Djuric Jason Winklaar (nacido el 3 de enero de 1982) es un futbolista internacional de Curazao que juega actualmente para el S.V. Veensche Boys de la Tercera División del Fútbol Holandés; se desempeña en el terreno de juego como mediocampista defensivo.

## Clubes
| Club               | País         | Año       |
| ------------------ | ------------ | --------- |
| SC Heerenveen      | Países Bajos | 2000–2001 |
| US Lecce           | Italia       | 2001–2004 |
| SPAL 1907          | Italia       | 2004–2005 |
| AGOVV Apeldoorn    | Países Bajos | 2006–2010 |
| S.V. Veensche Boys | Países Bajos | 2010–act. |

## Vida personal
- En 2001 llega como profesional a la Serie A del calcio italiano con el USS Lecce.